# 慢性非传染性疾病
慢性非传染性疾病（non-communicable diseases, NCD）简称“慢性病”，不是特指某种疾病，而是一类起病隐匿、病程长且病情迁延不愈、缺乏明确的传染性生物病因证据、病因复杂或病因尚未明确的疾病的总称。

NCDs可以是长期和缓慢进展的慢性病，或者也可能导致更快的死亡，如某些类型的突发性中风。NCDs包括自體免疫性疾病、哮喘等慢性呼吸系统疾病、心脏病、中风、癌症（大部分）、糖尿病、慢性肾病、骨质疏松、阿尔茨海默病、白内障等。这类疾病在人群中不会传染和传播。

慢性非传染性疾病(NCDs)正在全球范围内快速增加，已成为全球的一个主要公共卫生问题。

根据世卫组织（WHO）2008年资料，全球5700万例死亡病例中，有3600万例由非传染性疾病致死，占全球死亡总人数的60%以上，慢性病(NCDs)已成为全世界的头号杀手每年，至少500万人死于烟草使用，约280万死于超重，大约260万的死亡由高胆固醇导致，750万死于高血压。在2005年死于NCDs的3600万的人中，有一半年龄在70岁以下，且半数为女性。

## 诱因和危险因素
慢性病(NCDs)主要由职业与环境因素，生活与行为方式等暴露引起，包括年龄、性别、遗传、空气污染和抽烟、不健康饮食、缺乏运动等，导致高血压和超重肥胖，进而增加慢性病（NCDs）风险。
世界卫生组织的在2002世界健康报告里确定慢性病（NCDs）的5大危险因素，即高血压、高胆固醇、吸烟、酗酒和超重肥胖。
由于慢性病（NCDs）是由可控的危险因素所导致的，所以多数是可以预防的。据估计，如果消除主要的危险因素，80%的心脏病、2型糖尿病，及40%的癌症是可以预防的。
环境性慢性病（NCDs）是由个人、环境因素所引发的疾病，包括可避免的和不可避免的因素导致的人类疾病。包括：
实例包括：
- 各种心血管疾病(CVD)
- 吸烟导致的慢性阻塞性肺病(COPD)
- 型糖尿病
- 缺乏运动引起的慢性腰背疼痛
- 食物缺乏引起的营养不良（例如，缺乏维生素C导致的坏血病）
- 日光照射引起的皮肤癌

## 主要的疾病

### 癌症
绝大部分的癌症与环境或生活方式相关，因此癌症基本上是属于可预防的NCD 。30%以上的癌症可以通过避免危险因素而预防的，包括烟草、超重或肥胖、缺乏水果和蔬菜摄入、缺乏运动、酒精和空气污染等。

### 心血管疾病
针对心血管健康的首个研究由 Jerry Morris于1949年使用职业健康数据进行，在1958年发表。  所有形式的心血管疾病的诱因、预防和/或治疗依然是生物医学研究的活跃领域，每周有数百项科学研究被发表。一个趋向已经出现，特别在2000世纪早期，大量研究揭示了快餐和心脏病的增加之间的关系。这些研究包括那些由瑞安麦基纪念研究所、哈佛大学和悉尼心血管健康中心进行的。很多主要的速食连锁店，特别是麦当劳，已经抗议这些研究中使用的方法，并且以更健康的菜单选择进行了回应。
一个较近的着重点落在标志动脉粥样硬化的低级炎症和它的可能干预之间的联系。C-反应蛋白（CRP）是一种常见的炎症标志物，已经发现有心血管疾病危险的患者它的水平升高 。另外骨保护素与一种叫NF-κB的主要的炎症转录因子的调节有密切关系，其已被认为是心血管疾病和死亡的一个危险因素 。

### 糖尿病
2型糖尿病大部分是可预防和易控制的，但难以治愈。管理专注于保持血糖水平尽可能接近正常（“血糖正常”）而不出现多度的患者危险。这通常与密切的膳食管理、运动和适当的药物使用（胰岛素仅用于1型糖尿病病例。口服药和胰岛素可用于2型糖尿病病例）一起。
患者教育、认识和参与是至关重要的，因为血糖水平管理良好的人糖尿病并发症不太常见且不太严重。广泛的健康问题可加速糖尿病的有害作用。这些包括吸烟、升高的胆固醇水平、肥胖、高血压和缺少规律运动。

### 慢性肾病
尽管慢性肾病（CKD）不是最近被确定为WHO针对全球NCD控制的主要目标的其中之一，有非常强烈的证据CKD不仅是常见、有害和能治疗的，而且是至少三种被WHO当做目标的疾病（糖尿病、高血压和CVD）的发生和结局的一个主要的起因 。CKD强烈地诱发高血压和CVD；糖尿病、高血压和CVD是CKD的所有主要诱因；并且糖尿病、高血压和CVD的主要危险因素（如肥胖和吸烟）也导致或使CKD恶化。另外，在患糖尿病、高血压或CVD的人中，同时还患有CKD的人他的不良预后的风险最高，且健康护理费用高。因此，CKD、糖尿病和心血管疾病是密切相关的、经常共存的状态；共有普通的危险因素和治疗；并且将得益于一个协调的全球预防和控制方法。

## NCDs影响全球健康
大多数的慢性病（NCDs）是可预防的，因此也被称为“生活方式”病。目前全世界每年有3600万人死于慢性病，预计在接下来的10年内这个数字还将上升17%-24%。很多慢性病（NCDs）的发生与经济发展有关，即近年来流行的“富贵病”。心血管疾病、癌症、慢性呼吸道疾病和糖尿病是发展中国家主要的慢性病（NCDs）。目前预防和控制慢性病（NCDs）的全球策略行动计划正在发展中国家实施（2/3的糖尿病患者分布在发展中国家）。世界卫生组织最新报告指出，慢性病（NCDs）死亡率不断攀升是发展中国家面临的挑战。如前所述，2008年慢性病（NCDs）死亡人数占全世界死亡人数的63%，如果不采取措施，预计不久后这一数字还将有所上升。如果保持现在的增长趋势，到2020年，发展中国家每10名死亡人口中就有7人死于慢性病（NCDs），到2030年全球每年将有5200万人死于慢性病（NCDs）。基于此类统计数据，世界卫生组织等一些国际组织已确定将慢性病（NCDs）的预防和控制作为全球健康议程的一项重要内容。最近，世界卫生组织-联合国粮农组织讨论的措施包括，减少食物中的盐分，限制向儿童的不恰当地营销不健康的食品和饮料，提高烟草税及禁止公共场所吸烟等限制性立法。

## 请参阅
- 慢性病
- Global health（英语：Global health）
- The INCTR Challenge Fund（英语：The INCTR Challenge Fund） project of the International Network for Cancer Treatment and Research

## 附加阅读
- Lower GM, Kanarek MS (June 1982). "The mutation theory of chronic, noninfectious disease: relevance to epidemiologic theory". Am. J. Epidemiol.115 (6): 803–17. PMID 7046429.